# Placówka Straży Celnej „Bobrowa”

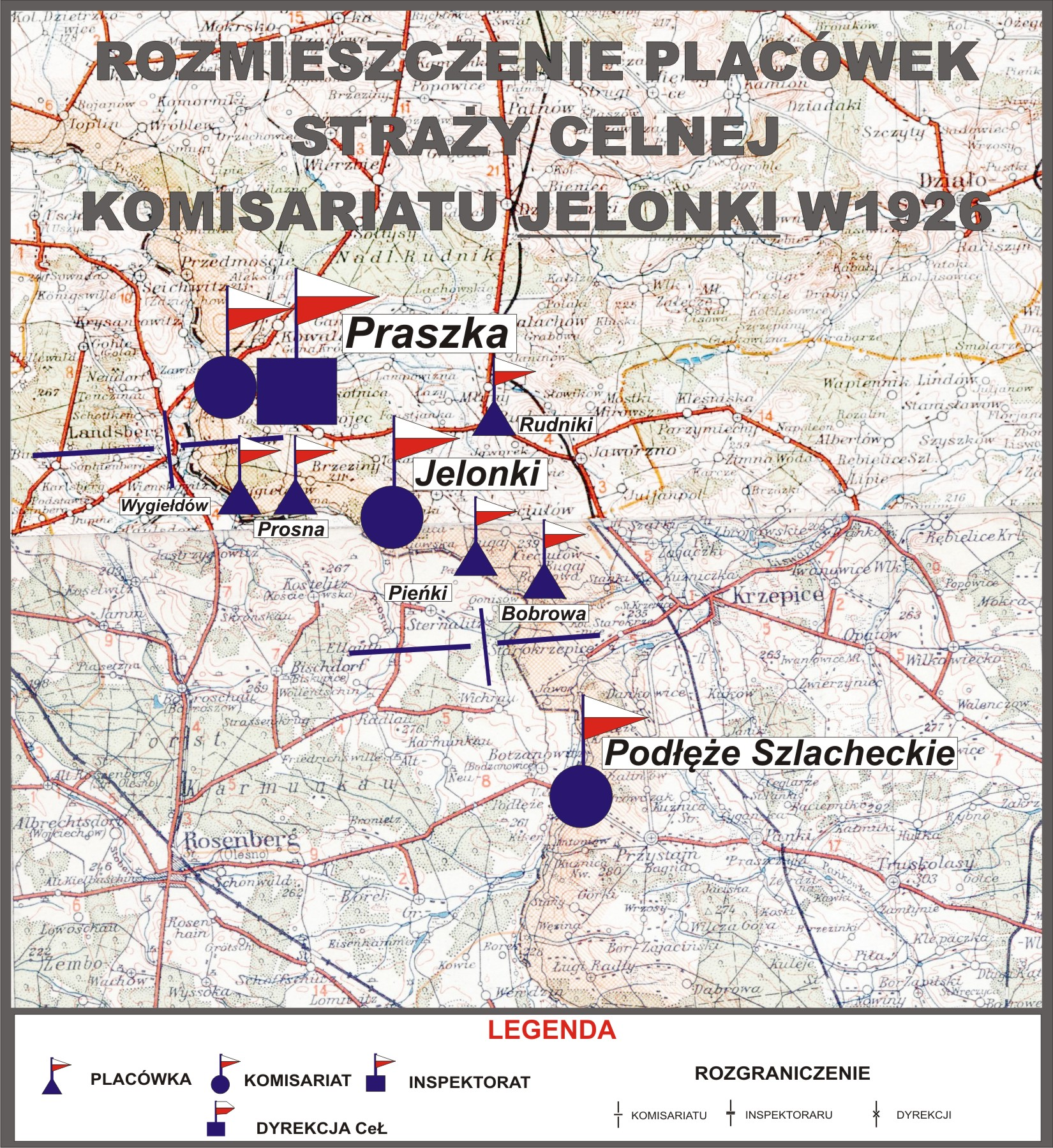
Rozmieszczenie placówek SC Komisariatu Jelonki

Placówka Straży Celnej „Bobrowa” – jednostka organizacyjna Straży Celnej pełniąca w okresie międzywojennym służbę ochronną na granicy polsko-niemieckiej.

## Geneza
Po zakończeniu wojny polsko-bolszewickiej rozwiązano formację Strzelców Granicznych. Ich rolę na granicy zachodniej i południowej przejęły Bataliony Wartownicze. Z dniem 1 kwietnia 1921 Bataliony Wartownicze przeorganizowano na Bataliony Celne. W 1921 roku w Żytniowie stacjonował sztab 4 kompanii 5 batalionu celnego. 4 kompania celna jedną ze swoich placówek wystawiła w Bobrowej.

## Formowanie i zmiany organizacyjne
Na wniosek Ministerstwa Skarbu, uchwałą z 10 marca 1920 roku, powołano do życia Straż Celną. Od połowy 1921 roku jednostki Straży Celnej rozpoczęły przejmowanie odcinków granicy od pododdziałów Batalionów Celnych. Proces tworzenia Straży Celnej trwał do końca 1922 roku. Placówka Straży Celnej „Bobrowa” weszła w podporządkowanie komisariatu Straży Celnej „Jelonki” z Inspektoratu SC „Praszka”.
W drugiej połowie 1927 roku przystąpiono do gruntownej reorganizacji Straży Celnej. W praktyce skutkowało to rozwiązaniem tej formacji granicznej. Ochronę północnej, zachodniej i południowej granicy państwa przejęła powołana z dniem 2 kwietnia 1928 roku Straż Graniczna. W strukturach nowo powstałej formacji placówki „Bobrowa” nie odtworzono. Uczyniono to dopiero w 1931.

## Funkcjonariusze placówki
Kierownicy placówki
| stopień    | imię i nazwisko, numer | okres pełnienia służby | kolejne stanowisko |
| ---------- | ---------------------- | ---------------------- | ------------------ |
| przodownik | Józef Cieśla (724)     | był w 1926             |                    |

Obsada personalna placówki w 1926:
- przodownik Józef Cieśla
- strażnik Wojciech Wilczak (824)
- strażnik Stanisław Koźlikowski (1123)
- strażnik Józef Robaszkiewicz (1116)
- strażnik Julian Szczepkowski (1121)
- strażnik Wojciech Rożek (666)
- strażnik Wacław Mickiewicz (744)
- strażnik Idzi Strangrer (702)